# Philadelphus austromexicanus
Philadelphus austromexicanus là một loài thực vật có hoa trong họ Tú cầu. Loài này được S.Y. Hu miêu tả khoa học đầu tiên năm 1954.